# Antonio Anderson
Antonio Andrew Anderson (Lynn, Massachusetts, 5 de junio de 1985) es un exjugador y actual entrenador de baloncesto estadounidense que ejerce como asistente en el Wheelock College de la División III de la NCAA. Con 1,98 metros de altura, jugaba en la posición de alero.

## Trayectoria deportiva

### Universidad
Anderson jugó cuatro temporadas en los Tigers de la Universidad de Memphis. En la temporada 2007-08, Anderson compartió quinteto titular con Derrick Rose, Joey Dorsey, Chris Douglas-Roberts y Robert Dozier. En su última campaña en los Tigers promedió 10.7 puntos, 5 rebotes y 4.1 asistencias. El 3 de enero de 2009, Anderson se convirtió en el segundo jugador de la historia de Memphis, tras Penny Hardaway, en lograr un triple-doble, con 12 puntos, 10 rebotes y 10 asistencias en la victoria en casa ante Lamar Cardinals.

### Profesional
Tras no ser elegido en el Draft de la NBA de 2009, Anderson disputó el training camp de la NBA con Charlotte Bobcats, aunque fue despedido el 22 de octubre de 2009. Posteriormente fichó por Rio Grande Valley Vipers de la NBA Development League, apareciendo en 32 partidos y promediando 15.5 puntos, 4 rebotes, 5.9 asistencias y 1.3 robos de balón en 39.6 minutos. El 22 de febrero de 2010 firmó el primero de los dos contratos de 10 días con Oklahoma City Thunder. Tras finalizar su segundo contrato con los Thunder, Anderson regresó a los Vipers, tras haber disputado tan solo un único partido.